# Aa (Anderlecht)
Aa is een wijk in de Belgische gemeente Anderlecht in het Brussels Hoofdstedelijk Gewest. De wijk ligt in het zuidoosten van de gemeente, aan de Zenne en het Kanaal Charleroi-Brussel.

## Geschiedenis
Oude vermeldingen van de plaats dateren uit 1057, als de villa Aa, het centrum van de heerlijkheid van de familie van Aa.
De Ferrariskaart uit de jaren 1770 toont hier het landelijke gehuchtje Straete van Aa aan de Zenne, ten zuiden van het gehucht Veeweide.
In de eerste helft van de 19de eeuw werd het gebied doorsneden door het kanaal Charleroi-Brussel. Door de groeiende industrialisatie en uitbreiding van Anderlecht en Brussel werd het voormalige gehucht in de 20ste eeuw opgeslorpt door de stedelijke bebouwing. Het gebied wordt nu ook tot de wijk Het Rad gerekend.
Aa · Biestebroek · Birmingham · Broek · Buffon · Dageraad (Aurore) · Goede Lucht (Bon Air) · Klein Eiland · Kuregem · Meir · Mijlemeers · Moortebeek · Neerpede · Peterbos · Poxcat · Het Rad · Scherdemaal · Scheut · Scheutveld · Veeweide · Vijverswijk · Vlazendaal · Vogelenzang · Waasbroek